# 南坎皮纳斯
南坎皮纳斯是巴西南大河州的一个市镇。总面积261.321平方公里，总人口5588人，人口密度21.4人/平方公里。